# Собатин
Соба́тин (англ. Sobatyn) — село в Україні, в Закарпатській області, Хустському районі. Розташоване у гірській місцевості, на річці Іршавка. Входить до складу Іршавської міської громади.

## Історія
Бодоловвар — функціонував на окраїні теперішнього с. Собатина Іршавського р-ну (Szombati falu, з угор. — «Суботнє село») у ранній період історії угорського королівства (Horvát, Győrgy-Kovács, 2002, old.170). Захисні споруди побудовані з каменю. В 90-х рр. ХХ ст. на пам'ятці проводилися археологічні розвідки (Дзембас, 1991).
Першою релігійною спорудою села була дерев'яна дзвіниця, що стояла на місці теперішньої церкви.
Мурована церква є типовою базилічною спорудою з низькою вежею під конічним шатром. У 1938 р. був старий план спорудження церкви розмірами 14: 7 м. Єпархіальний інженер Е. Еґреші в оцінці нового проекту записав, що церква була б завеликою для такого малого села, а будівництво коштувало б щонайменше 70 тисяч корон. Е. Еґреші просив подати кількість вірників, найменший можливий розмір вівтаря і на основі цих даних обіцяв безплатно виконати план та кошторис робіт на початку 1939 р. Того ж року почалося спорудження церкви.
На церкві виписано дві дати: 1942 — рік завершення спорудження та 1988 — рік ремонту.
Біля церкви — проста каркасна дзвіниця з дерева з п'ятьма дзвонами, два з яких виготовила фірма «Акорд» у 1929 р., два — Ф. Еґрі в 1937 р., а один Лайош Ласло в 1870-х роках. Невеличка православна церква з вальків була розібрана в кінці 1940-х, а мурована стала православною.

## Населення
Згідно з переписом УРСР 1989 року чисельність наявного населення села становила 710 осіб, з яких 334 чоловіки та 376 жінок.
За переписом населення України 2001 року в селі мешкало 799 осіб.

### Мова
Розподіл населення за рідною мовою за даними перепису 2001 року:
| Мова       | Відсоток |
| ---------- | -------- |
| українська | 99,37 %  |
| російська  | 0,50 %   |